# David Bonnar
David Joseph Bonnar (ur. 5 lutego 1962 w Pittsburghu) – amerykański duchowny katolicki, biskup diecezjalny Youngstown od 2021.

## Życiorys

### Prezbiterat
Święcenia kapłańskie przyjął 23 lipca 1988 i został inkardynowany do diecezji Pittsburgh. Pracował głównie jako duszpasterz parafialny, był także m.in. rektorem seminarium (1997–2002), wikariuszem biskupim ds. duchowieństwa (2007–2009) oraz redaktorem naczelnym pisma Priest (2014–2020).

### Episkopat
17 listopada 2020 papież Franciszek mianował go biskupem diecezjalnym Youngstown. Sakry biskupiej udzielił mu 12 stycznia 2021 arcybiskup Dennis Schnurr.